# Виноградова, Светлана Васильевна
Светлана Васильевна Виноградова (23 января 1926 — 2 декабря 2013, Москва) — советский учёный-химик, доктор химических наук, профессор, специалист в области химии высокомолекулярных соединений, заслуженный деятель науки Российской Федерации.
С. В. Виноградова работала в Академии наук СССР с 1949 г. по окончании Московского химико-технологического института им. Д. И. Менделеева: сначала в Институте органической химии, а с 1954 г в Институте элементоорганических соединений им. А. Н. Несмеянова АН СССР (ИНЭОС РАН), где на протяжении 30 лет возглавляла организованную ею в 1962 г. лабораторию гетероцепных полимеров.
В 1952 г. СВ. Виноградова защитила кандидатскую, в 34 года — докторскую диссертацию. В 1969 г. ей было присвоено звание профессора.
Систематические исследования Светланы Васильевны Виноградовой по изучению процессов синтеза полимеров методами поликонденсации, полициклотримеризации, полимераналогичных превращений, взаимосвязи между химическим строением полимеров и их свойствами внесли существенный вклад в науку о полимерах.
В работах, выполненных ею вместе с академиком В. В. Коршаком, подробно изучены важнейшие процессы равновесной и неравновесной поликонденсации, такие как полиэтерификация, полиамидирование, полициклизация, поликоординация. Эти исследования способствовали становлению поликонденсации как важнейшего метода синтеза полимеров.
С. В. Виноградовой принадлежит ведущая роль в создании принципиально новых тепло- и термостойких полимеров: полиарилатов, кардовых полигетероариленов, поликонденсационных блок-сополимеров, регулярно сшитых политриазинов, полиариленкарборацов, полиорганофосфазенов, ценные и специфические свойства которых обусловили их успешное использование в современных высоких технологиях.
Светлана Васильевна Виноградова — автор и соавтор более 700 научных статей, 6 монографий,,,, 14 глав в учебниках и книгах, более 350 авторских свидетельств СССР и зарубежных патентов. Среди её учеников 10 докторов и свыше 60 кандидатов наук. Многие годы она была членом редколлегии и ответственным секретарем журнала «Высокомолекулярные соединения», членом Научного совета по ВМС Архивная копия от 14 сентября 2014 на Wayback Machine АН СССР, председателем специализированного совета по защите диссертаций в ИНЭОС РАН (1991—2007). В течение ряда лет она была депутатом Моссовета.